# Hother Hage (rådmand)
 Der er flere personer med dette navn, se Hother Hage.
Hother Hage (19. juni 1853 i Nakskov – 20. marts 1939) var en dansk politiker.
Hage var søn af konsul, købmand Christopher Hage, blev landbrugskandidat 1877, direktør for Aktieselskabet Dansk Markfrøhandel.
Han sad i bestyrelsen for Københavns liberale Vælgerforening og var medlem af Københavns Borgerrepræsentation 1897-1903. Fra 1902 til 1914 var han rådmand for Magistratens 2. afdeling. Han sad i direktionen for Thorvaldsens Museum og var medlem af bestyrelsen i Foreningen til at fremme Blindes Selvvirksomhed. Fra 1914 til 1928 var han medlem af Sø- og Handelsretten, formand for Den midlertidige kommunale lånekasse fra oprettelsen 1914 til nedlæggelsen 1927 og fra 1922 medlem af Københavns Skatteråd
Han bar Æreslegionen og var Officier d'académie.